# Čajno pecivo
Čajno pecivo je vrsta prehrambenog proizvoda, srodnog keksu, najčešće se radi od prhkog tijesta.
Dobiva ga se procesom pečenja.
Peče se oblikovano masno meko tijesto, a pritom je bitno da mora biti masnoće barem 10% u smjesi.
U konačnom proizvodu, smije biti najviše 5% vode.